# 那萬沙爾縣
沙希德·巴格特·辛格纳加縣，前稱那萬沙爾縣，县治纳万斯哈赫尔，是印度西北部旁遮普邦的一個縣，面積1,282平方公里，2011年人口612,310，人口密度每平方公里478人，識字率為79.78%。
本縣是1995年從霍希亞普爾縣和賈郎達爾縣劃出部分地區成立的新縣。
本縣現時名稱源自巴格特·辛格。

## 外部連結
- The official website of the district （页面存档备份，存于）
- Nawanshahr Portal （页面存档备份，存于）
- About Nawanshahr District